# Justice (serie de televisión)
Justice (Hangul: 저스티스; RR: Jeoseutiseu), es una serie de televisión surcoreana transmitida del 17 de julio del 2019 hasta el 5 de septiembre del 2019 a través de KBS2.
La serie estuvo basada en la novela web Justice, escrita por Jang Ho (장호) e ilustrada por Elja.

## Sinopsis
Lee Tae-kyung es un abogado estrella con la mejor tasa de victorias bajo sus manos, es capaz de ganar casos usando su lógica aguda y sus discursos inteligentes. También acumula poder y riqueza al tratar con clientes que son parte de la clase de élite, consiguiendo que sean absueltos o, como mínimo, reciban libertad condicional.
Aunque al principio Tae-kyung se convierte en abogado para vengar la muerte de su hermano menor, Lee Tae-joo, más tarde comienza a centrarse en el dinero. Sin embargo, esto cambia cuando comienza a tratar con una serie de casos que involucran la desaparición de una serie de actrices.
Sus casos generalmente son referidos por Song Woo-yong, uno de sus clientes más ricos y el dueño de una empresa de construcción. Woo-yong desea más poder para su familia, y pronto entra en conflicto con Tae-kyung debido a los casos de las actrices.

## Reparto

### Personajes principales
| Actor                                 | Personaje     | N.º de episodios | Notas |
| ------------------------------------- | ------------- | ---------------- | --- |
| Choi Jin-hyuk                         | Lee Tae-kyung | 32               | Es uno de los abogados más exitosos de la industria. |
| Son Hyun-joo                          | Song Woo-yong | 32               | Es el presidente de "Chung-Hyung Construction". |
| Nana                                  | Seo Yeon-ah   | 32               | Es una fiscal competitiva y justa, así como la exnovia de Lee Tae-kyung. Yeon-ah intenta seguir los pasos de su padre conocido como la "bomba" en la oficina del Fiscal del Distrito de Seúl. Tiene cero tolerancia para actividades ilegales de cualquier tipo, lo que en ocasiones la pone en desacuerdo con Tae-kyung. |
| Park Sung-hoon Kim Jung-chul (김정철) | Tak Soo-ho    | 32               | Es el vicepresidente del grupo siniestro grupo de servicios financieros "Jungjin" y un heredero de segunda generación. Tiene una imagen simple y fuerte, y en realidad es el verdadero dueño del gran imperio corporativo.                                                                                                |

### Personajes recurrentes
| Actor         | Personaje         | Nº de episodios | Notas |
| ------------- | ----------------- | --------------- | --- |
| Lee Hak-joo   | Det. Ma Dong-hyuk | -               | Es un oficial de homicidios en la estación de policía de Gangnam, así como un atleta de judo de clase mundial. A pesar de parecer un detective duro y salvaje en realidad tiene un buen corazón. Trabaja junto a Seo Yeon-ah. |
| Kim Hyun-mok  | Lee Tae-joo       | -               | Es el fallecido hermano menor de Lee Tae-kyung, quien muere en un accidente de tráfico ocasionado por Jo Hyun-woo. |
| Kim Hee-chan  | Song Dae-jin      | -               | Es el hijo de Song Woo-young. |
| Jang In-sub   | Choi              | -               | Es el jefe de sección y la mano derecha del presidente Song Woo-yong. |
| Lee Gang-wook | Jo Hyun-woo       | -               | Es uno de los conductores de Song Woo-young y el responsable de causar causó la muerte de Lee Tae-joo en un accidente de tráfico.                                                                                             |
| Lee Ho-jae    | Seo Dong-seok     | -               | Es el padre de Seo Yeon-ah y un exfiscal general, que ahora es candidato a convertirse en el próximo ministro de justicia. |
| Kim Ji-hyun   | Cha Nam-sik       | -               | Es la inspectora en jefe y miembro de la fiscalía del distrito central de Seúl. |
| Oh Man-seok   | Joo Man-yong      | -               | Es el fiscal general adjunto y un miembro de la fiscalía del distrito central de Seúl. |
| Lee Seo-hwan  | Gook Jin-tae      | -               | Es el director de inspección y un miembro de la fiscalía del distrito central de Seúl. |
| Lee Bom-so-ri | Park Hyo-rim      | -               | Es una asistente y miembro de la fiscalía del distrito central de Seúl. Así como una colega de Seo Yeon-ah. |
| Jo Dal-hwan   | Nam Won-gi        | -               | Es el asistente y aliado de Lee Tae-kyung. |
| Ji Hye-won    | Jang Yeong-mi     | -               | Es una actriz novata de la compañía "Jang Entertainment". |
| Lee Soo-mi    | Jeong Hae-jin     | -               | Es una hermosa y ambiciosa actriz novata de la compañía "Jang Entertainment". Proviene de una familia pobre, sin embargo oculta este hecho. Hae-jin vende su alma para convertirse en una celebridad exitosa.                 |
| Yang Hyun-min | Jang Chi-soo      | -               | Es el presidente de la compañía "Jang Entertainment". |
| Kim Min-seok  | Lee Dong-il       | -               | Es el mánager Jang Yeong-mi en la compañía "Jang Entertainment". |

### Otros personajes
| Actor                 | Personaje        | Episodio donde apareció | Notas                                                                              |
| --------------------- | ---------------- | ----------------------- | ---------------------------------------------------------------------------------- |
| Lee Dae-yeon (이대연) | Det. Kang Il-man | -                       | Es un detective de homicidios en la estación de policía de Gangnam.                |
| Kim Ju-mi (Zuny)      | Shim Seon-hee    | -                       | Es una joven víctima del metanol, pierde la vista debido a un accidente repentino. |
| Song Duk-ho           | Shim Kwang-hee   | -                       | Es el hermano de Shim Seon-hee.                                                    |
| Oh Kyung-joo (오경주) | -                | -                       | Es un fiscal.                                                                      |
| Heo Dong-won (허동원) | Yang Chul-ki     | -                       | Es un asesino.                                                                     |
| Lee Hwang-ui (이황의) | Do Hoon-je       | 1                       | Es el director del servicio tributario nacional.                                   |
| Han Ki-joong (한기중) | Shin Il-hoon     | -                       | Es el presidente del "Ilshin Daily".                                               |
| Lee Eol (이얼)        | -                | -                       | Es un fiscal general.                                                              |
| Kim Jong-ho (김종호)  | -                | -                       |                                                                                    |

### Apariciones invitadas
| Actor                    | Personaje | Episodio donde apareció | Notas                                                        |
| ------------------------ | --------- | ----------------------- | ------------------------------------------------------------ |
| Jung Ji-ho (정지호)      | -         | 2                       | Es un reportero.                                             |
| Lee Yoon-sang (이윤상)   | -         | 3                       | Es un juez.                                                  |
| Im Jae-geun (임재근)     | -         | -                       | Es un trabajador de la fábrica "Jungjin".                    |
| Park Seung-tae (박승태)  | -         | 13, 20, 22, 26, 28-29   | Es la abuela de Jang Yeong-mi.                               |
| Han Gap Soo (한갑수)     | -         | -                       | Es el padre de Tak Soo-ho.                                   |
| Park Yong (박용)         | -         | -                       | Es un director que trabaja para Tak Soo-ho.                  |
| Yoo Ha-bok (유하복)      | -         | -                       | Es un director que trabaja para Tak Soo-ho.                  |
| Lee Jung-sung (이정성)   | -         | 30                      | Es un juez.                                                  |
| Kang Dong-yup (강동엽)   | -         | 29, 31                  | Es el abogado de Tak Soo-ho.                                 |
| Park Seong-kyun (박성균) | -         | -                       |                                                              |
| Jung Byung-ho (정병호)   | -         | -                       |                                                              |
| Sung Chan-ho (성찬호)    | -         | 31                      | Es un guardia de prisión.                                    |
| Ok Joo-ri                | -         | 32                      | Es la dueña de un restaurante.                               |
| Yang Hee-won (양희원)    | -         | -                       | Es un niño disfrazado de superhéroe.                         |
| Park Joo-yong (박주용)   | -         | -                       |                                                              |
| Hong Suk-bin (홍석빈)    | -         | -                       | Es el padre de una de las víctimas de la compañía "Jungjin". |
| Eom Ji-man (엄지만)      | -         | 31                      | Es un detective.                                             |

## Episodios[16]
La serie está conformada por 32 episodios, los cuales fueron emitidos todos los miércoles y jueves a las 22:00 (KST).

### Raitings
Los números en color rojo indican las calificaciones más bajas, mientras que los números en azul indican las calificaciones más altas.
| Episodio | Fecha de emisión        | Participación promedio de audiencia | Participación promedio de audiencia |
| Episodio | Fecha de emisión        | AGB Nielsen                         | AGB Nielsen                         |
| Episodio | Fecha de emisión        | Nacional                            | Seúl                                |
| -------- | ----------------------- | ----------------------------------- | ----------------------------------- |
| 1        | 17 de julio de 2019     | 6.1% (13.ª)                         | 6.2% (14.ª)                         |
| 2        | 17 de julio de 2019     | 6.4% (11.ª)                         | 6.5% (12.ª)                         |
| 3        | 18 de julio de 2019     | 3.8% (NR)                           | N/A                                 |
| 4        | 18 de julio de 2019     | 4.8% (19.ª)                         | N/A                                 |
| 5        | 24 de julio de 2019     | 5.5% (19.ª)                         | 6.0% (15.ª)                         |
| 6        | 24 de julio de 2019     | 6.3% (16.ª)                         | 6.4% (12.ª)                         |
| 7        | 25 de julio de 2019     | 4.2% (NR)                           | N/A                                 |
| 8        | 25 de julio de 2019     | 5.4% (18.ª)                         | 5.8% (13.ª)                         |
| 9        | 31 de julio de 2019     | 4.3% (NR)                           | N/A                                 |
| 10       | 31 de julio de 2019     | 4.6% (NR)                           | N/A                                 |
| 11       | 1 de agosto de 2019     | 4.4% (19.ª)                         | 4.7% (19.ª)                         |
| 12       | 1 de agosto de 2019     | 5.3% (15.ª)                         | 5.5% (15.ª)                         |
| 13       | 7 de agosto de 2019     | 4.2% (NR)                           | N/A                                 |
| 14       | 7 de agosto de 2019     | 5.1% (19.ª)                         | N/A                                 |
| 15       | 8 de agosto de 2019     | 4.3% (NR)                           | N/A                                 |
| 16       | 8 de agosto de 2019     | 5.0% (16.ª)                         | 4.9% (17.ª)                         |
| 17       | 14 de agosto de 2019    | 4.2% (NR)                           | N/A                                 |
| 18       | 14 de agosto de 2019    | 4.7% (20.ª)                         | N/A                                 |
| 19       | 15 de agosto de 2019    | 4.7% (20.ª)                         | N/A                                 |
| 20       | 15 de agosto de 2019    | 5.4% (16.ª)                         | 5.8% (14.ª)                         |
| 21       | 21 de agosto de 2019    | 5.0% (20.ª)                         | 5.1% (19.ª)                         |
| 22       | 21 de agosto de 2019    | 5.8% (16.ª)                         | 5.6% (15.ª)                         |
| 23       | 22 de agosto de 2019    | 5.3% (18.ª)                         | 5.1% (19.ª)                         |
| 24       | 22 de agosto de 2019    | 6.2% (14.ª)                         | 6.3% (11.ª)                         |
| 25       | 28 de agosto de 2019    | 6.0% (13.ª)                         | 5.7% (13.ª)                         |
| 26       | 28 de agosto de 2019    | 6.4% (9.ª)                          | 6.0% (10.ª)                         |
| 27       | 29 de agosto de 2019    | 5.7% (16.ª)                         | 6.0% (12.ª)                         |
| 28       | 29 de agosto de 2019    | 6.2% (14.ª)                         | 6.3% (10.ª)                         |
| 29       | 4 de septiembre de 2019 | 5.8% (15.ª)                         | 5.8% (15.ª)                         |
| 30       | 4 de septiembre de 2019 | 7.0% (11.ª)                         | 7.2% (8.ª)                          |
| 31       | 5 de septiembre de 2019 | 3.4% (NR)                           | N/A                                 |
| 32       | 5 de septiembre de 2019 | 6.3% (13.ª)                         | 6.5% (12.ª)                         |
| Promedio | Promedio                | 5.2%                                | —                                   |

## Música
El OST de la serie estuvo conformado por una canción:

#### Parte 1
| No. | Intérprete      | Título              | Letra | Música | Duración |
| --- | --------------- | ------------------- | ----- | ------ | -------- |
| 1   | Richard Parkers | "Waterfall"         | -     | -      | -        |
| 2   | -               | "Waterfall" (Inst.) | -     | -      | -        |

## Premios y nominaciones
| Año  | Categoría                                  | Premio            | Nominado (a) | Resultado |
| ---- | ------------------------------------------ | ----------------- | ------------ | --------- |
| 2019 | Top Excellence Award, Actor                | Premios KBS Drama | Son Hyun-joo | Nominado  |
| 2019 | Premio a la excelencia, actor en miniserie | Premios KBS Drama | Son Hyun-joo | Nominado  |
| 2019 | Netizen Award, Actor                       | Premios KBS Drama | Son Hyun-joo | Nominado  |
| 2019 | Excellence Award for Miniseries (Female)   | Premios KBS Drama | Nana         | Ganó      |

## Producción
La serie fue desarrollada por KBS Drama Production y previamente fue conocida como "Inner Circle" (en hangul,  이너 서클).
Estuvo basada en la novela web "Justice" (저스티스) de Jang Ho, la cual fue publicada en del 1 de marzo del 2017 hasta el 26 de julio del 2017.
Fue dirigida por Jo Woong (조웅), quien contó con el apoyo del guionista Jeong Chan-mi (정찬미).
La primera lectura del guion fue realizada en abril del 2019 en el KBS Annex Broadcasting Station en Yeouido, Corea del Sur.
La serie contó con el apoyo de las compañías de producción "Production H" y "FN Entertainment". Y fue distribuida por la KBS.